# Le Grand Remorqueur
Le Grand Remorqueur est un tableau du peintre français Fernand Léger réalisé en 1923. Cette huile sur toile est un paysage urbain qui représente un remorqueur sur un cours d'eau, devant des collines couvertes d'immeubles. Depuis une donation de Nadia Léger et Georges Bauquier, l'œuvre est conservée au musée national Fernand-Léger, à Biot, dans les Alpes-Maritimes.